# Gymnometopina lucida
Gymnometopina lucida är en tvåvingeart som först beskrevs av Seguy 1933.  Gymnometopina lucida ingår i släktet Gymnometopina och familjen hoppflugor. Inga underarter finns listade i Catalogue of Life.